# كريساويي (ثيسالونيكي)
كريساويي (Χρυσαυγή) هي مدينة في ثيسالونيكي في مقاطعة فوريا إلادا في اليونان.